# Sân bay quốc tế Amausi
Sân bay quốc tế Amausi (IATA: LKO, ICAO: VILK), cũng gọi là Sân bay quốc tế Lucknow, là một sân bay ở gần Lucknow, bang Uttar Pradesh, Ấn Độ. Sân bay này phục vụ vùng đô thị Lucknow và Kanpur. Sân bay này được đặt tên theo làng Amausi.

## Các hãng hàng không và các tuyến điểm

### Nội địa
- Air India (Delhi)
  - Indian Airlines (Delhi, Mumbai)
  - Air-India Express (Delhi)
- Deccan (Delhi, Mumbai)
- Jet Airways (Delhi)
- Jet Lite (Delhi, Mumbai, Kolkata)
- Kingfisher Airlines (Delhi, Goa)

### Quốc tế
- Air India (Jeddah)
  - Air-India Express (Dubai)
  - Indian Airlines (Sharjah)
- Oman Air (Muscat)

### Các điểm đến trong tương lai
- Air Arabia (Sharjah) [đợi phê duyệt]
- Cosmic Air (Kolkata, Kathmandu)
- IndiGo Airlines (Delhi)
- Malaysia Airlines (Kuala Lumpur)
- Saudi Arabian Airlines (Riyadh) [đã thông báo]